# RTV Vechtdal
RTV Vechtdal is de lokale omroep voor de gemeenten Dalfsen en Ommen.

## Vechtdal FM
Vechtdal FM is de opvolger van Radio Nieuwleusen dat vanaf 1992 actief was. Op Vechtdal FM is informatie uit de streek, muziek en andere zaken die in de regio spelen te horen. Vechtdal FM draait Engelse en Nederlandse popmuziek bevat van de jaren zestig tot heden. Vechtdal FM is de genoemde gemeenten te ontvangen via 105.9 FM en 106.3 FM. En wereldwijd online.

### Programma's
- Onderweg met Nina met Nina Hol
- De Avondshow met Douwe Smits, Jos van der Wolde, Jari de Jonge en Jelle Hofenk
- Vechtdal Politiek met Donald Harpenslager en Jeroen Bloemsma
- Onderweg met Calvin met Calvin Punter
- Studio Paard met Rick Malipaard
- Thank God It’s Friday met Andries van der Wolff en Connor Compagner
- Van Streek met Rob Nievaart en Astrid Jutten
- FaithRadio met Jenne Minnema
- The X Vibe met Jesse Sprikkelman en Ron Selles
- Het Weekend van Vechtdal FM met Rick Malipaard, Calvin Punter of Douwe Smits
- De Sport-tribune (samen met Omroep NOOS en Delta FM)
- Route 728
- Rocktrax met Arnold Compagner
- Rond de Kerken
- Cliff in de middag met Cliff Plasmeijer
- Venite et Audite met Trudi Spoor
- In The Country met Jan-Theo van Houdt
- Slowdown met Tinie Kragt

## Vechtdal NL
Onder de naam Vechtdal NL startte Vechtdal FM een tweede radiostation op. Een groep etherpiraten is op de mogelijkheid ingesprongen om door middel van themakanaal een radiozender te starten met uitsluitend piratenmuziek. Vechtdal NL is de uitzendgebied te ontvangen via FM 105.6 MHz

## Vechtdal TV
Het televisiekanaal heet Vechtdal TV. Hierop wordt 24 uur per dag uitgezonden. Onder andere reportages en Tekst-TV zijn te zien met het nieuws uit de regio. Wanneer Tekst-TV wordt uitgezonden is Vechtdal FM te horen.